# Ксилокопа звичайна
Ксилокопа звичайна або Бджола-тесляр звичайна  (Xylocopa valga) — вид комах з родини Apidae, один із 3 видів роду у фауні України. Корисний запилювач Salvia ofcinalis L. і Salvia sclarea L., що культивуються в Криму.

## Морфологічні ознаки
Довжина тіла 20–30 мм. Тіло чорне, але груди й особливо голова часто із синім металевим блиском, крила темні з фіолетовим відливом. Самиця: 2 членик джгутика вусика такий, як два наступні разом узяті; задня гомілка зовні із площадкою, повністю вкритою маленькими зубцями. Самець: вусики повністю чорні; останній членик джгутика вусика прямий; спинка вкрита чорними волосками.

## Поширення
Палеарктичний вид, поширений від Марокко й Іспанії на захід до Монголії й Китаю на схід. Є вказівки про його знаходження в Індії та Австралії, куди цей вид, швидше за все, було завезено. В Україні зустрічається в усіх регіонах, зокрема на території НПП Кременецькі гори. Також останні п'ять років цей вид часто зустрічається на Чернігівщині.

## Особливості біології
Імаго зустрічається з середини квітня до кінця вересня. Дає одну генерацію на рік, зимує імаго. Стара самиця гине восени, але іноді зимує вдруге і навесні знову будує гніздо. Антофіл, полілект. Гнізда влаштовує в деревині (мертвих деревах, телеграфних стовпах, будівлях, коренях багаторічних рослин на схилах та яругах), де вигризає ходи, в яких будує до 10–12 комірок лінійним рядом із перетинками з тирси. Кожна комірка містить пилкову масу у вигляді витягнутого тетраедра, на яку відкладається одне яйце. Після завершення будівництва самиця залишається у гнізді, де охороняє та контролює розвиток свого потомства, до його народження восени. Молоді самиці та самці зимують всередині ходів у деревині. Копуляція відбувається переважно навесні. Суб-соціальний вид, на якому можна досліджувати процеси виникнення справжньої соціальності у комах. У окремих видів цього роду вже знайдено примітивну соціальність зі стерильною кастою робочих особин.

## Загрози та охорона
Чисельність зменшується через скорочення доступних місць для гніздування (сухі дерева) внаслідок вирубування та випалювання полезахисних лісосмуг, ксерофітних рідколісь та степових схилів гір, особливо на півдні України та в Криму. Значну негативну роль відіграє незаконне колекціонування в комерційних цілях.
Охороняється в заповідниках степової та лісостепових зон і в Криму. Необхідно створити заказники в інших місцях мешкання виду. Заселює штучні гніздові конструкції типу вуликів Фабра.